# Piwniczna (stacja kolejowa)
Piwniczna – stacja kolejowa w Piwnicznej-Zdroju, w województwie małopolskim, w Polsce.

## Ruch pasażerski
| Rok  | Wymiana pasażerska na dobę |
| ---- | -------------------------- |
| 2017 | 50-99                      |
| 2022 | 200-299                    |